# Банкрофт (награда)
Наградата „Банкрофт“ се присъжда всяка година от попечителите на Колумбийския университет за книга за дипломацията и историята на Америка.
Тя е основана през 1948 г. по завещание от Фредерик Банкрофт. Наградата е нареждана сред най-престижните в областта на американската история. На победителя се присъжда стипендия от 10 000 долара. Победителите продължават своята дейност с подкрепата на Национален фонд за развитие на хуманитарните науки, като 16 от тях са носители на награда „Пулицър“.